# 比利亚尔瓦萨塞拉
比利亚尔瓦萨塞拉，是西班牙加泰罗尼亚巴塞罗那省的一个市镇。总面积6平方公里，总人口491人（2001年），人口密度82人/平方公里。